# Монтевало (Алабама)
Монтевало (енгл. Montevallo) град је у америчкој савезној држави Алабама. По попису становништва из 2010. у њему је живело 6.323 становника.

## Демографија
Према попису становништва из 2010. у граду је живело 6.323 становника, што је 1.498 (31,0%) становника више него 2000. године.
| Група             | 2000.         | 2010.         |
| Белци             | 3.438 (71,3%) | 4.254 (67,3%) |
| Афроамериканци    | 1.249 (25,9%) | 1.556 (24,6%) |
| Азијати           | 19 (0,4%)     | 39 (0,6%)     |
| Хиспаноамериканци | 76 (1,6%)     | 363 (5,7%)    |
| Укупно            | 4.825         | 6.323         |